# Peter Franzén
Peter Wilhelm Franzén (né le 14 août 1971 à Keminmaa en Finlande) est un acteur finlandais.

## Biographie
Peter Wilhelm Franzén est né le 14 août 1971 à Keminmaa en Finlande.

### Vie privée
Il est marié à l'actrice finlandaise Irina Björklund (avec qui il a tourné plusieurs fois) depuis 1996. Ils ont un fils, Diego Aaron Vilhelm Franzén, né en 2007.

## Carrière
Il a remporté trois Jussis pour son rôle dans Rööperi et Kuningasjätkä, ainsi que meilleur acteur dans Souvenir du front.
Il a reçu un prix au Festival International du Film Indépendant de Bruxelles pour son rôle dans Pahat pojat.
En 2007, il tourne dans Cleaner de Renny Harlin avec Samuel L. Jackson, Ed Harris et Eva Mendes.
En 2009, il tourne dans un épisode de True Blood.
En 2015, il tourne aux côtés de Sean Penn dans Gunman de Pierre Morel.
En 2021, il joue dans le film français d'horreur Méandre de Mathieu Turi, ainsi que les séries Love, Death and Robots et La Roue du temps

## Filmographie

### Cinéma

#### Longs métrages
- 1993 : Matokuningas d'Hannu Tuomainen : Iiro
- 1994 : Kissan kuolema de Raimo O. Niemi : Saku
- 1995 : Suolaista ja makeaa de Kaisa Rastimo : Ile
- 1996 : Tie naisen sydämeen de Pekka Parikka : Kauko Kinnunen
- 1996 : Sepelimurskaamon kauniin Jolantan ihmeellinen elämä de Lenka Hellstedt : Johnny
- 1997 : Les bienfaiteurs (Hyvän tekijät) de Markus Nummi : Risto Kivi
- 1997 : Jäänmurtaja d'Heikki Kujanpää : Huutaja
- 1998 : Kuningasjätkä de Markku Pölönen : Kottarainen
- 1998 : Aller simple pour Inari (Zugvögel - ... einmal nach Inari) de Peter Lichtefeld : L'amant de Lako
- 1999 : Embuscade (Rukajärven tie) d'Olli Saarela : Lieutenant Eero Perkola
- 1999 : Rikos & Rakkaus (Rikos ja rakkaus) de Pekka Milonoff : Konstaapeli Jussi Rosenström
- 2000 : Badding de Markku Pölönen : Ossi
- 2001 : Drakarna över Helsingfors de Peter Lindholm : Sammy Ceder
- 2001 : Emmauksen tiellä de Markku Pölönen : Mankka-Arvi
- 2001 : Rölli ja metsänhenki d'Olli Saarela : Lakeija
- 2002 : Nimed marmortahvlil d'Elmo Nüganen : Sulo Kallio
- 2002 : Kuutamolla d'Aku Louhimies : Marko
- 2003 : Pahat pojat d'Aleksi Mäkelä : Otto Takkunen
- 2003 : At Point Blank (Rånarna) de Peter Lindmark : Juha/Jarkko
- 2004 : Souvenir du front (Koirankynnen leikkaaja) de Markku Pölönen : Mertsi Arhippa Vepsäläinen
- 2004 : Honey Baby de Mika Kaurismäki : Le serveur
- 2004 : Hotet de Kjell Sundvall : Magnus
- 2004 : Mélyen örzött titkok de Zsuzsa Böszörményi : Alex
- 2004 : Täna öösel me ei maga d'Ilmar Taska : Harri
- 2006 : Matti d'Aleksi Mäkelä : Nick Nevada
- 2006 : Le Mystère du loup (Suden arvoitus) de Raimo O. Niemi : Antero Venesmaa
- 2006 : Babas bilar de Rafael Edholm : Pekka Kukka
- 2007 : Cleaner de Renny Harlin : Officier Bronson
- 2007 : Alibi de James Chean : Rod Bryant
- 2007 : Lieksa! de Markku Pölönen : Laszlo
- 2007 : Red Is the Color of d'Anne Norda : David Stellar
- 2008 : Un conte finlandais (Kolme viisasta miestä) de Mika Kaurismäki : Le Père Noël
- 2009 : Rööperi d'Aleksi Mäkelä : Krisu
- 2009 : Ralliraita de Markku Pölönen : Suko
- 2010 : Princess (Prinsessa) d'Arto Halonen : Saastamoinen
- 2010 : Harjunpää ja pahan pappi d'Olli Saarela : Rikosylikonstaapeli Timo Harjunpää
- 2011 : Syvälle salattu de Joona Tena : Elias
- 2012 : Tie pohjoiseen de Mika Kaurismäki : Pertti Paakku
- 2012 : Vares - Kaidan tien kulkijat d'Anders Engström : Taisto Raappana
- 2012 : Purge (Puhdistus) d'Antti Jokinen : Hans Pekk
- 2013 : Heart of a Lion (Leijonasydän) de Dome Karukoski : Teppo
- 2013 : Kerron sinulle kaiken de Simo Halinen : Sami
- 2013 : Tumman veden päällä de lui-même : Kake
- 2015 : Gunman (The Gunman) de Pierre Morel : Reiniger
- 2015 : Elämältä kaiken sain de Mika Kaurismäki : Tomi
- 2015 : Napapiirin sankarit 2 de Teppo Airaksinen : Jorma
- 2016 : Jättiläinen d'Aleksi Salmenperä : Raimo
- 2018 : Ashes in the Snow de Marius A. Markevicius : Commandant Komarov
- 2021 : Méandre de Mathieu Turi : Adam
- 2023 : The Abyss (Avgrunden) de Richard Holm (en) : Tage Vibenius
- 2023 : Black Lotus de Todor Chapkanov : Paul

#### Courts métrages
- 1995 : The Other Side de Jari Matala : Le garde de nuit
- 1995 : Kampela de Kirsi Reinola : Janne
- 1996 : Daisy's Amazing Discoveries de Kepa Lehtinen : Tom Moore
- 1997 : Sisämaalainen de Markku Tuurna : Jari
- 1998 : Asphalto d'Ilppo Pohjola : Mies
- 2000 : Taivas tiellä de Johanna Vuoksenmaa : Markku

### Télévision

#### Séries télévisées
- 1996 : Maigret : Leo Liikanen
- 1997 : Verisiskot : Leevi
- 1997 : Ota ja omista : Mika
- 1997 : Samppanjaa ja vaahtokarkkeja : Raimo Salmela
- 1999 : La Famille Delajungle (The Wild Thornberrys) : Un garde (voix)
- 2000 : Susi rajalla : Aki-Petteri Nyberg
- 2000 - 2001 : Mustan kissan kuj : Aki-Petteri Nyberg
- 2001 : V.I.P. : Nazi
- 2001 : Muodollisesti pätevä : Postinkantaja
- 2004 : Les Experts : Miami (CSI : Miami) : Ivan Radu
- 2006 : Isabella : Andreas
- 2006 : Studio Impossible : Plusieurs personnages
- 2007 - 2012 : Karjalan kunnailla : Jake Rosenius
- 2009 : True Blood : Hrolf
- 2016 : Beck : Risto Kangas
- 2016 : American Masters : Eero Saarinen (voix)
- 2016 - 2020 : Vikings : Harald 1er de Norvège
- 2018 : Makkari : Oliver
- 2021 : Love, Death and Robots : Snow
- 2021 : La Roue du temps (The Wheel of Time) : Stepin
- 2022 : Le Syndrome d'Helsinki  : Elias Karo
- 2024 : Twilight of the Gods : Glaumar (voix - 2 épisodes)

#### Téléfilms
- 1997 : Outo tehtävä de Tuomas Sallinen : Jeremias
- 1999 : Jakkulista feministi de Sulevi Peltola : Kundi, Ari
- 2006 : Teräsvilla - Hevimatka navetan nurkasta Tavastian lavalle de Lauri Nurkse : Lohman

### Jeux Vidéo
- 2023 : Alan Wake 2 : Ilmo et Jaakko Koskela

## Récompenses
- Festival international du film indépendant de Bruxelles : 
  - meilleur acteur en 2003 pour le rôle de Eero Takkunen dans Pahat pojat (avec Jasper Pääkkönen, Niko Saarela, Lauri Nurkse et Vesa-Matti Loiri).
- Jussis : 
  - meilleur acteur dans un second rôle dans Rööperi ;
  - meilleur acteur  dans Souvenir du front ;
  - meilleur acteur dans un second rôle dans Kuningasjätkä.
- Festival du cinéma nordique de Rouen :
  - meilleur acteur dans Rukajärven tie[2].

## Nominations
- Jussis :
  - meilleur acteur dans Rukajärven tie ;
  - meilleur acteur dans un second rôle dans Emmauksen tiellä ;
  - meilleur acteur dans Harjunpää ja pahan pappi ;
  - meilleur acteur dans un second rôle dans Tie pohjoiseen ;
  - meilleur acteur dans Kerron sinulle kaiken.
- Festival international du film de Palm Springs :
  - New Voices/New Visions dans Tumman veden päällä.
- Festival du film Nuits noires de Tallinn :
  - meilleur film pour Tumman veden päällä.
- Festival du film de Zlín :
  - meilleur premier film européen pour Tumman veden päällä.